# Menselijk spierstelsel
Het spierstelsel is het orgaanstelsel dat zorg draagt voor de motoriek van het menselijk lichaam. Door deze spierwerking kunnen het lichaam en lichaamsonderdelen van vorm en positie veranderen. De groepen spieren zijn de hoofdspieren, nekspieren, rugspieren, borstspieren, buikspieren, armspieren en beenspieren. Daarnaast worden ook de peesscheden en slijmbeurzen tot dit orgaanstelsel gerekend. Er worden 640 tot 850 spieren bij de mens onderscheiden die vrijwel allemaal aangestuurd worden door het zenuwstelsel.
Spieren zijn een weefselstructuur van cellen die zich kunnen samentrekken (contraheren) waardoor beweging mogelijk is. Spierweefsel komt in drie vormen voor: dwarsgestreept spierweefsel, hartspierweefsel en glad spierweefsel. De referentieman bestaat voor zo'n 40% massapercentage uit spieren en dit beslaat daarmee de grootste deel van de weefsels en organen in de samenstelling van het menselijk lichaam.
skelet ·  spierstelsel ·  spijsverteringsstelsel ·  ademhalingsstelsel ·  borstholte ·  urinewegstelsel ·  voortplantingssysteem ·  endocrien systeem ·  hart en vaatstelsel ·  lymfevatenstelsel ·  zenuwstelsel ·  zintuigen ·  huid